# Obróbka cieplno-chemiczna stopów żelaza

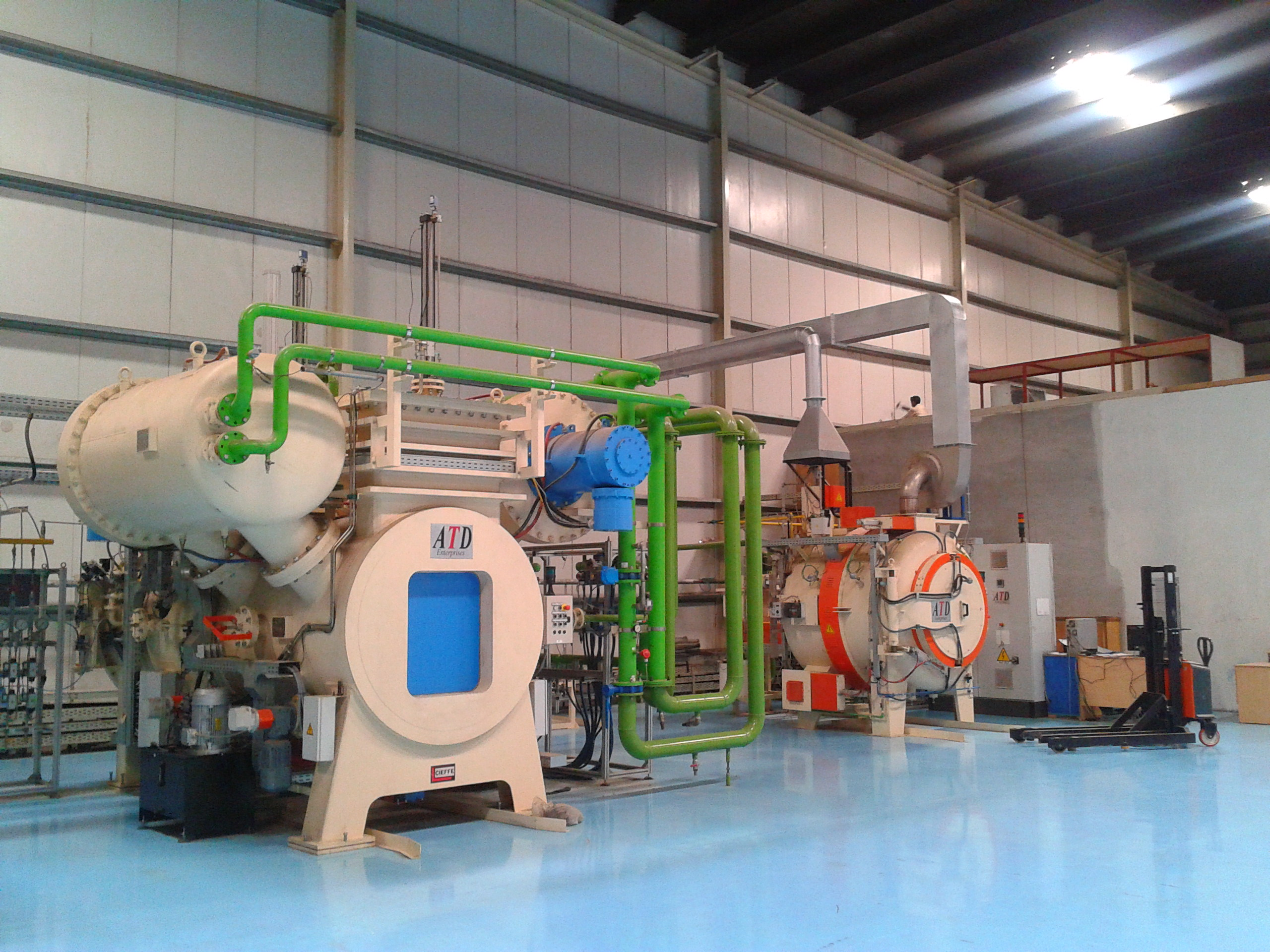
Komputerowo sterowane urządzenie do azotowania i nawęglania

Obróbka cieplno-chemiczna stopów żelaza – zabieg dokonywany na stopach żelaza z węglem takich jak stal, staliwo lub żeliwo, w którym pod wpływem ciepła i chemicznego oddziaływania otoczenia oraz innych działań modyfikuje się niektóre własności fizyczne i chemiczne tych stopów.

## Rodzaje
Podstawowymi rodzajami obróbki cieplno-chemicznej są:
- aluminiowanie
- azotowanie
- naborowywanie
- nawęglanie
- siarkowanie
- węgloazotowanie (cyjanowanie)[1]

## Azotowanie a nawęglanie
Procesy nawęglania i azotowania są jednymi z podstawowych zabiegów obróbki cieplno-chemicznej stali – zwiększania twardości powierzchni w procesie produkcyjnym części. Atomy azotu i węgla powodują, że procesy technologiczne powyższych operacji różnią się od siebie. Różne też są gatunki stali poddawane azotowaniu i nawęglaniu, jak i uzyskiwane twardości powierzchni. Istotna jest również temperatura, do jakiej nagrzewa się materiał podczas poszczególnych procesów. Temperatura azotowania wynosi ok. 450–550 °C, natomiast nawęglania ok. 850–900 °C.
Stal azotowana jest twardsza od stali poddanej nawęglaniu. Azotowaniu poddaje się zazwyczaj wysokiej jakości stale stopowe, natomiast nawęglanie dedykowane jest dla stali niestopowych. Stal poddana procesowi azotowania wykazuje własności antykorozyjne, a stal nawęglana nie. Do azotowania stal jest najpierw poddawana obróbce cieplnej, a dopiero po niej następuje azotowanie. W przypadku nawęglania najpierw jest nawęglanie, a dopiero po nim obróbka cieplna. Stal azotowana wymaga wysokiego odpuszczania, by wywołany został efekt tzw. twardości wtórnej. W stalach nawęglonych nie należy stosować wysokiego odpuszczania aby nie zmiękczyć nawęglonych powierzchni.

## Najistotniejsze różnice
| Cecha, technologia                 | Azotowanie | Nawęglanie |
| ---------------------------------- | --- | --- |
| Pierwiastek nasycający             | Azot | Węgiel |
| Stale poddawane obróbce            | Wysokiej jakości stale stopowe Stale niskostopowe | Stale niestopowe niskowęglowe (do 0,25%) niskiej jakości |
| Twardość po obróbce                | 900–940 HV (67– 68 HRC) | 700 HV (60 HRC) |
| Własności antykorozyjne powłoki    | Tak | Nie |
| Temperatura prowadzenia procesu    | 500–550 °C | 900–950 °C |
|                                    | Temperatura ta zapewnia odpowiednio intensywną dyfuzję atomów azotu.                                                                                              | Aby węgiel mógł dyfundować do stali, wymagane jest podniesienie jej temperatury powyżej temperatury A3 (zob. wykres) aby uzyskać austenit (bez ferrytu), w którym graniczne stężenie węgla może być niemal stukrotnie wyższe. Stal niskowęglowa, którą poddaje się nawęglaniu, ma temperaturę przemiany A3 właśnie w okolicach 900 °C. |
| Czas prowadzenia procesu           | Azotowanie jest procesem długotrwałym; trwa od 10 do 100 godzin.                                                                                                  | 8–12 h |
|                                    | Warstwy w przypadku azotowania: na stalach konstrukcyjnych węglowych wyższej jakości od 0,010 do 0,050 mm, na stalach niskostopowych od 0,05 do 0,30 mm.          | W przypadku nawęglania uzyskiwane warstwy są grubości 0,5–2 mm |

Wykres fazowy stopu żelazo-węgiel

| Grubość warstwy                    | 0,01 mm–0,30 mm | 0,5–2 mm |
|                                    | Warstwa nie musi być gruba, gdyż stale poddawane azotowaniu są już wysokiej jakości. Warstwa nakładana ma poprawić twardość powierzchni i odporność na ścieranie. | Stale poddawane nawęglaniu nie mają wysokich własności wytrzymałościowych, warstwa nawęglona, która jest zdecydowanie twardsza od rdzenia, przejmuje całe obciążenie, co wymaga odpowiedniej jej grubości. Stale nawęglane mają plastyczny rdzeń, zdolny do przenoszenia naprężeń dynamicznych i twardą, odporną na ścieranie powłokę zewnętrzną. |
| Kolejność procesu technologicznego | Azotowaniu poddaje się stale uprzednio ulepszone cieplnie, gdzie temperatura odpuszczania powinna być wyższa niż temperatura azotowania.                          | Procesowi nawęglania poddaje się stale przed ulepszaniem cieplnym. |
|                                    | Zastosowanie azotowania przed obróbką cieplną, mogło by powodować pękanie w czasie hartowania w wyniku naprężeń.                                                  | Powierzchnia materiału obrabianego musi być nawęglona przed obróbką cieplną, gdyż przy zawartości węgla poniżej 0,25% stal nie zahartowałaby się powierzchniowo. |
| Hartowanie                         | Hartowanie jak w przypadku stali stopowej. | Podwójne hartowanie w innych temperaturach przemiany austenitycznej |
|                                    | Fakt występowania azotowania po obróbce cieplnej nie wymusza specjalnych warunków hartowania.                                                                     | Po nawęglaniu następuje studzenie do temperatury otoczenia, gdyż nie można hartować stali bezpośrednio na nawęglaniu z powodu gruboziarnistej struktury powierzchni stali uzyskanej w trakcie nawęglania. Po studzeniu odbywają się dwa hartowania. Pierwsze rozpoczyna się po austenityzowaniu w temperaturze 30–50 °C powyżej A3 dla rdzenia (niższe stężenie węgla, wyższa temperatura A3). Pierwsze hartowanie nosi znamiona wyżarzania normalizującego. Drugie rozpoczyna się po austenityzowaniu w temperaturze 30–50 °C powyżej A1,3 dla nawęglonej powierzchni (temperatura niższa niż w pierwszym). Ma to na celu zmniejszenie wielkości ziarna w stali, które nadmiernie się rozrosło podczas nawęglania. |
| Odpuszczanie                       | Wysokie | Niskie |
|                                    | Wysokie odpuszczanie jest konieczne do wywołania efektu tzw. twardości wtórnej po azotowaniu.                                                                     | Średnie lub wysokie odpuszczanie doprowadziłoby do zmiękczenia warstwy nawęglonej. |